# Ngân hàng Thương mại cổ phần Sài Gòn
Ngân hàng Thương mại cổ phần Sài Gòn (tên giao dịch bằng tiếng Anh Sai Gon Joint Stock Commercial Bank, viết tắt là SCB) là một ngân hàng thương mại tại Việt Nam có trụ sở đặt tại Thành phố Hồ Chí Minh.
SCB được hợp nhất vào năm 2012 từ ba ngân hàng Đệ Nhất (Ficombank), Việt Nam Tín Nghĩa (TinNghiaBank) và Sài Gòn (SCB) đều có trụ sở tại Thành phố Hồ Chí Minh. Đây là thương vụ hợp nhất đầu tiên trong ngành ngân hàng Việt Nam, đánh dấu sự bắt đầu quá trình tái cấu trúc hệ thống ngân hàng.

## Thông tin chung
- Được thành lập theo Quyết định số 2716/QĐ-NHNN ngày 26/12/2011 của Ngân hàng Nhà nước Việt Nam
- Tổng tài sản hơn 673.276 tỷ đồng[1](tính đến ngày 30 tháng 9 năm 2021).
- Vốn điều lệ hơn 20.020 tỷ đồng[2] (tính đến ngày 30 tháng 9 năm 2021).

## Bê bối

### Bán trái phiếu thiếu minh bạch
Sự kiện gây tranh cãi về Tiết kiệm tại SCB là một chuỗi sự việc liên quan đến việc gửi tiền tiết kiệm tại Ngân hàng SCB. Theo những ghi nhận, nhiều khách hàng đã gửi tiền tiết kiệm tại ngân hàng này nhưng lại bị nhân viên ngân hàng thay đổi cách giải thích dẫn đến hiểu lầm.
Một số khách hàng gửi tiết kiệm linh hoạt tại SCB nhưng lại bị chuyển đổi sang mua trái phiếu doanh nghiệp vì nhầm lẫn giữa hình thức gửi tiết kiệm linh hoạt của ngân hàng và khái niệm “mua trái phiếu linh hoạt” mà phía ngân hàng SCB đưa ra.
Sau khi Trương Mỹ Lan bị bắt vào ngày 8 tháng 10 năm 2022 với cáo buộc gian dối trong việc phát hành và mua bán trái phiếu An Đông, Lúc này. Nhiều khách hàng tại SCB không nhận được lãi suất lô trái phiếu hay có thể tất toán dòng tiền. Nguyên nhân của việc này là do dòng tiền trái phiếu đã bị phong tỏa điều tra bởi cơ quan chức năng.
Khi những khách hàng mua trái phiếu bị nhầm lẫn như trên đã gặp gỡ các lãnh đạo của ngân hàng SCB trong các cuộc họp được chứng kiến bởi các cơ quan chức năng. Tuy nhiên, câu trả lời về việc khi nào khách hàng mới được hoàn trả lại tiền nhầm lẫn mua trái phiếu và trách nhiệm thuộc về ai vẫn chưa được công bố rõ ràng, ngân hàng chỉ dừng ở bước "ghi nhận thông tin".
Gần đây, ngân hàng SCB đã cho biết vai trò của họ chỉ là giới thiệu sản phẩm, không có trách nhiệm hoàn trả tiền cho người mua trái phiếu, mà trách nhiệm này thuộc về doanh nghiệp phát hành trái phiếu.
Những khách hàng này đã tố ngân hàng cố ý mập mờ trong việc tư vấn, dùng lãi suất cao để mời chào trong lúc khách hàng gửi tiền hoặc tất toán sổ tiết kiệm để chuyển qua sản phẩm mới mà ngân hàng cung cấp.
Sự việc trên không chỉ diễn ra ở hai thành phố lớn là TP.HCM và Hà Nội mà còn có tại Đà Nẵng, Nha Trang, Nghệ An, Gia Lai, mà còn nhiều tỉnh thành khác trên cả nước.
Các rủi ro tiềm ẩn về việc đầu tư trái phiếu doanh nghiệp bị phía ngân hàng phớt lờ và các hồ sơ, tài liệu của doanh nghiệp phát hành, người mua trái phiếu hoàn toàn không được tiếp cận.
Về phía Bộ Tài chính, cơ quan này cũng chưa đưa ra những hành động cụ thể để xem xét trách nhiệm pháp lý liên quan đến phản ánh của đa số khách hàng mua trái phiếu thông qua ngân hàng SCB.

### Đóng cửa chi nhánh hàng loạt
Vào tháng 10 năm 2022, sau sự cố về việc rút tiền hàng loạt tại Ngân hàng Thương mại Sài Gòn (SCB), Ngân hàng Nhà nước đã quyết định áp dụng biện pháp kiểm soát đặc biệt đối với SCB. Sau đó, ngân hàng liên tục đóng cửa các chi nhánh phòng giao dịch.